# Liste der Kulturdenkmäler in Kirrweiler (bei Lauterecken)
In der Liste der Kulturdenkmäler in Kirrweiler sind alle Kulturdenkmäler der rheinland-pfälzischen Ortsgemeinde Kirrweiler aufgeführt. Grundlage ist die Denkmalliste des Landes Rheinland-Pfalz (Stand: 6. September 2022).

## Einzeldenkmäler
| Bezeichnung    | Lage                | Baujahr         | Beschreibung                                                                                   | Bild            |
| -------------- | ------------------- | --------------- | ---------------------------------------------------------------------------------------------- | --------------- |
| Friedhofshalle | Hauptstraße 16 Lage | 1836            | langgestreckte Walmdachhalle, bezeichnet 1836                                                  | Fotos hochladen |
| Quereinhaus    | Oberdorf 4 Lage     | 17. Jahrhundert | Quereinhaus, im Kern aus dem 17. Jahrhundert, Umbau in der zweiten Hälfte des 19. Jahrhunderts | Fotos hochladen |